# Orékhovo (Tomsk)
|  | Per a altres significats, vegeu «Orékhovo». |

Orékhovo (en rus: Орехово) és un poble (possiólok) de l'óblast de Tomsk, a Rússia, que el 2021 tenia 567 habitants.